# أنتوني برستون
أنتوني برستون (بالإنجليزية: Anthony Preston)‏ هو كاتب أغاني ومنتج أسطوانات أمريكي، (ولد في تيكساركانا في الولايات المتحدة القرن 20  م).

## وصلات خارجية
- أنتوني برستون على موقع ميوزك برينز (الإنجليزية)